# Marigny-sur-Yonne
Marigny-sur-Yonne – miejscowość i gmina we Francji, w regionie Burgundia-Franche-Comté, w departamencie Nièvre.
Według danych na rok 1990 gminę zamieszkiwały 193 osoby, a gęstość zaludnienia wynosiła 17 osób/km² (wśród 2044 gmin Burgundii Marigny-sur-Yonne plasuje się na 718. miejscu pod względem liczby ludności, natomiast pod względem powierzchni na miejscu 837.).